# Censo agropecuario

Países que realizaron un censo agropecuario durante la ronda 2010 del Programa Mundial del Censo Agropecuario (2006-2015).

Un censo agropecuario, censo agrícola o censo agrario es una operación estadística para recopilar, procesar y difundir datos sobre la estructura de la agricultura, que cubre la totalidad o una parte significativa de un país. Los datos estructurales típicos que son recopilados en un censo agrario son el número y tamaño de las explotaciones, la tenencia de la tierra, el uso de la tierra, el área de cultivo, el riego, la cantidad de ganado, el sexo de los propietarios, la cantidad de miembros del hogar, la mano de obra y otros insumos agrícolas. En un censo agrícola, los datos se recopilan a nivel de explotación, pero también se pueden recopilar algunos datos a nivel de comunidad.
La definición más aceptada del censo agropecuario es la proporcionada por el Programa Mundial del Censo Agropecuario de la Organización de las Naciones Unidas para la Alimentación y la Agricultura (FAO), particularmente en sus directrices que se actualizan cada diez años.
En la práctica, los países adaptan esta definición a sus circunstancias y necesidades nacionales. Eurostat, la oficina de estadística de la Unión Europea, proporciona una definición común para todos sus países miembros.

## Objetivos
Históricamente, el censo agropecuario ha tenido como objetivo proporcionar datos sobre la estructura de las explotaciones agrícolas, prestando atención a proporcionar datos para pequeñas unidades administrativas. Los censos agrarios también se han utilizado para proporcionar puntos de referencia para mejorar las estadísticas actuales sobre cultivos y ganado y para proporcionar marcos de muestreo para las para futuras encuestas agrícolas.
Los objetivos generales del censo agropecuario son:
1. Proporcionar datos sobre la estructura de la agricultura, especialmente para pequeñas unidades administrativas, y permitir tabulaciones cruzadas detalladas;
2. Proporcionar datos para usar como puntos de referencia y conciliación de las estadísticas agrícolas actuales;
3. Proporcionar marcos para encuestas por muestreo agrícolas.

En la práctica, los países amplían estos objetivos o agregan objetivos específicos para satisfacer sus propias necesidades.
Dado que los censos agropecuarios generalmente se realizan solo cada diez años, es natural asociarlos con aquellos aspectos de la agricultura que cambian con relativa lentitud con el tiempo. Sin embargo, algunos censos agrícolas nacionales se realizan a intervalos de cinco años (Australia, Canadá, India, Japón, Nueva Zelanda, República de Corea, Estados Unidos y Vietnam), que pueden proporcionar datos estructurales más actualizados a efectos de política agrícola. Por lo tanto, los censos agrarios se refieren principalmente a datos sobre la estructura organizativa básica de las explotaciones agrícolas. Los censos de agricultura normalmente no incluyen datos que cambian de un año a otro, como la producción agrícola o los precios. El último tipo de información que cambia rápidamente se recopila generalmente en encuestas por muestreo.
En términos de comparabilidad internacional, se han realizado algunos estudios analíticos entre países sobre sectores agrícolas utilizando datos censales.

## Alcance
El alcance de un censo agropecuario puede definirse, de acuerdo a la Revisión 4 de la Clasificación Internacional Industrial Uniforme (CIIU), de la siguiente manera:
- Grupo 011: Cultivo de plantas no perennes
- Grupo 012: Cultivo de plantas perennes
- Grupo 013: Propagación de plantas
- Grupo 014: Ganadería
- Grupo 015: Cultivo de productos agrícolas en combinación con la cría de animales (explotación mixta)

Sin embargo, las prácticas de los países muestran que el alcance varía según los objetivos establecidos para el censo. Algunos países como Argentina, Colombia, Chile, Brasil, Japón, Corea y Nueva Zelanda incluyen la silvicultura en el ámbito de sus censos agrícolas. Asimismo, Colombia, Brasil, República de Corea, Filipinas y Tailandia incluyen pesquerías.

## Historia
Los primeros censos de agricultura se realizaron en Noruega (1835), Estados Unidos (1840), Bélgica (1846), Uruguay (1852), Reino Unido (1866), Argentina (1888), Hungría (1895), Canadá (1896) y Bulgaria (1897).
Tras el establecimiento del Instituto Internacional de Agricultura (IIA) en Roma en 1905, los gobiernos de muchos países acordaron promover la implementación coordinada de censos agrícolas en todo el mundo sobre una base lo más uniforme posible. El primer Programa Mundial del Censo Agropecuario (World Census of Agriculture, WCA) se desarrolló para los años 1929-1930 y se implementó en unos 60 países.
La ronda de 1940 no pudo completarse debido al inicio de la Segunda Guerra Mundial. Tras su creación en 1945, la Organización de las Naciones Unidas para la Alimentación y la Agricultura (FAO) sucedió al IIA y asumió la tarea de organizar el Programa Mundial para el Censo Agropecuario a partir de la ronda de 1950 y continuó con sucesivos programas decenales. El actual WCA 2020 es el décimo programa decenal internacional del censo agrícola y cubre el período 2016-2025.